# Сви су луди за Мери
Сви су луди за Мери (енгл. There's Something About Mary) или Има нешто у вези с Мери, Шта је то са Мери? америчка је љубавна филмска комедија редитеља Бобија и Питер Фарелија из 1998. године.
Филм је урнебесна љубавна комедија у којој Тед, штребер, покушава да уђе у траг својој средњошколској љубави Мери и ангажује приватног детектива да сазна где се она налази. Убрзо схвата да мора да се такмичи са другима како би је импресионирао.

## Радња
Главни мотив развоја радње је страст и љубав јунака према Мери. Филм је заснован на главној причи, жељи Теда Стромана да пронађе своју средњошколску драгу Мери, из које се већ током њеног развоја развијају одвојене линије ликова.
Тед Строман прича о својој првој тинејџерској љубави: уочи матуре боље упознаје Мери и њеног брата Ворена. Када група тинејџера одлучи да подвали Ворену, Тед покушава да га заштити. Мери му се захваљује на храбрости и од тада проводе много времена заједно, на крају га Мери позива да иде на матурско са њом.
Када Тед стиже по Мери, дешава се непријатан инцидент: Тед, желећи да да Ворену бејзбол лопту, дотакне Воренове уши. Открива се да је Ворен рођен са проблемом са ушима, а на помен истих долази до напада агресије, током које, осим што је напао Теда, случајно покида каиш Мерине хаљине. Док његова мајка помаже да зашије поцепани комад, Тед тражи од Мериног очуха да оде у купатило. Док врши нужду код писоара, гледа кроз прозор у голубове. Али чим голубови одлете, испада да Тед гледа према прозору, где Мери, само у доњем вешу, и њена мајка покушавају да опшију хаљину. Мајка одмах посумња на Теда за мастурбацију, он покушава да брзо да спречи инцидент и журно закопчава рајсфершлус на панталонама. Али, радећи то неколико пута безуспешно и на крају уштине своје гениталије, нагло осетивши невероватан бол и потом завришти.
У тоалет прво улази Мерин отац, затим њена мајка - они се, као и које су Мерини родитељи позвали, не знајући како да му помогну, следећи сведоци - полицајац и ватрогасац, питају како је могуће тако закопчати рајсфершлус. Као резултат тога, полицајац одлучује да поступи по аналогији уклањања фластера „Брзо, безболно“, што узрокује да Тед изгуби много крви. Матурско вече не долази у обзир, школа је готова, а Мери се после матуре преселила у државу Флориду.
Прошло је 13 година и Тед је већ одрастао, али још увек не може да заборави Мери и стално говори свом психологу о својим стрепњама и размишљањима о тим сећањима. Тедов пријатељ - Дом, који има жену и децу, у Тедовим очима је оличење успешног породичног човека - Тед сања о истом животу, породици, сећајући се своје једине љубави - Мери. Дом препоручује да се обрати приватном детективу, а након што Тед покуша да одбије, пријатељ му указује на одређену особу - Пета Гилија, његовог сарадника.
Већ на првом састанку, Пет сумњичи Теда да тражи жртву за незаконите активности. Уверавајући да такав мотив не постоји, Пет се састаје са својим пријатељем Салијем, који добија информације које су му потребне. Испоставило се да Мери живи у Мајамију, неудата...

## Улоге
| Глумац           | Улога                 |
| ---------------- | --------------------- |
| Камерон Дијаз    | Мери Џенсен           |
| Бен Стилер       | Тед Строман           |
| Мет Дилон        | Пет Хили              |
| Ли Еванс         | Такер / Норм Фипс     |
| Крис Елиот       | Дом „Вуги“ Вогановски |
| Лин Шеј          | Магда                 |
| Џефри Тембор     | Сали                  |
| Марки Пост       | Шејла Џенсен          |
| Кит Дејвид       | Чарли                 |
| Сара Силверман   | Бренда                |
| Ричард Тајсон    | детектив Кревој       |
| Канди Александер | Џоани                 |
| Вили Гарсон      | Доктор Зит Фејс       |